# Bracon reseri
Bracon reseri är en stekelart som beskrevs av Papp 1989. Bracon reseri ingår i släktet Bracon och familjen bracksteklar. Inga underarter finns listade.